# 알렉산더 이미치
알렉산더 이미치(본명: 알렉산더 허버트 이미치, Alexander Herbert Imich, 1903년 2월 4일~2014년 6월 8일)는 폴란드계 미국인 화학자, 초심리학자, 동물학자, 저술가였으며 뉴욕시 변칙 현상 연구 센터의 회장이었다. 1903년 폴란드(당시 러시아 제국의 일부) 쳉스토호바에서 유대인 가정에서 태어났다.
슈퍼센티네리언 이미히는 2014년 4월 24일 이탈리아의 거의 112세인 아르투로 리카타가 사망한 후 111세로 현존하는 최고령 남성이 되었다. 한 달 남짓 뒤인 111세의 자신이 사망할 때까지 말이다. 124일 만에 이미치는 세계 최고령 남성으로 기네스 세계 기록에 등재됐다.
이미치는 또한 소비에트-폴란드 전쟁에서 마지막으로 살아남은 참전 용사였다.